# Brough Superior SS100
Die Brough Superior SS100 war ein Sportmotorrad des britischen Herstellers Brough Superior, das von 1924 bis 1940 gebaut wurde. Bei der Vorstellung hatte George Brough den Anspruch, mit der Brough Superior SS100 das schnellste und beste Serienmotorrad der Welt herzustellen. Dies drückte er auch mit einer garantierten Höchstgeschwindigkeit von 100 mph (≈161 km/h) aus. Insgesamt 283 Exemplare der SS100 wurden gebaut; heute sind noch 131 Maschinen komplett erhalten.

## Geschichte und Technik
Schon das 1923 vorgestellte Vorgängermodell, die Brough Superior SS80, wurde mit einer garantieren Höchstgeschwindigkeit von achtzig Meilen die Stunde angeboten (daher die Zahl 80 in der Modellbezeichnung). Dieses Modell wurde die Grundlage für das Rennmotorrad von Bert Le Vack, der am 27. April 1924 in Arpajon mit einer getunten Brough Superior (JTOR-Prototyp) einen neuen Geschwindigkeitsrekord für Motorräder mit 182,590 km/h aufstellte und bis 1929 noch dreimal verbesserte. Die 1924 vorgestellte SS100 basiert auf Le Vacks Rennmaschine. Der KTOR-JAP-8/45-Motor (Bohrung von 85,5 mm und Hub von 86 mm) wurde von 1925 bis 1929 im Modell SS100 Alpine Grand Sports (AGS) angeboten. Er war mit Bing-(Amal) oder B&B-Vergaser sowie Magnetzündung ausgestattet, und das Motorrad erreichte mit ihm einen Verbrauch von 50 mpg (5,6 Liter/100 km); bei einem Tankinhalt von 17 Litern war für Touren genügend Reichweite gegeben.
Außer dem Tourenmodell AGS gab es von 1926 bis 1930 das Sportmodell Pendine, das 1928 den Motor JTOR-JAP 8/50 eingebaut bekam und mit „110-Meilen-Garantie“ verkauft wurde. 1929 wurden auch die AGS mit dem JTOR-8/50-Motor von JAP mit 996 cm³ Hubraum (80 mm Bohrung und 99 mm Hub) ausgerüstet, erkennbar an der Doppelauspuffanlage mit Fischschwanzschalldämpfer. 1932 wurde ein 4-Gang-Getriebe angeboten, das über Fußschaltung betätigt wurde, und 1934 wurde der Motor 8/75 von JAP eingebaut. Mit zwei Amal-Vergasern und zwei Magnetzündern ausgestattet, war der „Two-of-Everything“-Motor der leistungsstärkste Serienmotor seiner Zeit. Mit dem 8/75–Motor wurde die garantierte Höchstgeschwindigkeit auf 110 Meilen pro Stunde und mit Beiwagen auf 90 mph festgelegt. Die Reifengröße von 28 Zoll wurde 1934 auf 26 (vorne) und 27 Zoll (hinten) reduziert und der Radstand etwas verkürzt. Nahezu baugleich mit der Sager-Cushion-Gabel von William S. Harley war die geschobene Kurzschwinge, die bei Brough Superior unter dem Namen Castle-Gabel verwendet wurde.
Produzierte SS100 (mit JAP-Motor)
| 1924 | 1925 | 1926 | 1927 | 1928 | 1929 | 1930 | 1931 | 1932 | 1933 | 1934 | 1935 | 1936 | 1937 | 1938 |
| ---- | ---- | ---- | ---- | ---- | ---- | ---- | ---- | ---- | ---- | ---- | ---- | ---- | ---- | ---- |
| 5    | 69   | 46   | 38   | 35   | 29   | 21   | 9    | 11   | 7    | 8    | 2    | 1    | 0    | 2    |

1936 wurde, statt des JAP-Motors, serienmäßig ein Motor von Matchless eingebaut: Von der Brough Superior SS100 Matchless – wieder mit der 100-Meilen-Garantie – wurden bis 1940 nochmals 102 Exemplare gefertigt, von der heute noch 68 Motorräder erhalten sind.
Den letzten Geschwindigkeitsweltrekord für Brough Superior stellte Eric Fernihough am 19. April 1937 mit einer verkleideten SS100 mit Kompressor in Gyón (Ungarn) mit 273,244 km/h auf.
2012 wurde eine seltene Brough Superior SS100 des Baujahrs 1934 für 309.000 Euro bei Bonhams versteigert.

## Privatfahrer
- T. E. Lawrence besaß sieben Brough Superior: Eine Mark I (1922), eine SS80 (1923), eine SS80 mit Beiwagen (1924) und vier SS100; eine fünfte SS100 wurde bestellt, kam jedoch nicht zur Auslieferung. 1925 kaufte er die ersten 100er-Modelle (SS100 und AGS) die er, wie alle seine Motorräder, mit „George“ bezeichnete. Lawrence war ein Vielfahrer; von 1922 bis September 1926 legte er über 100.000 Meilen mit dem Motorrad zurück. 1929 erwarb er eine weitere AGS („George VI“) und 1932 eine SS100; mit dieser „George VII“ (Kennzeichen GW 2275) verunglückte er tödlich.[9]
- Konrad Lorenz fuhr 1927 in Wien eine verkleinerte Version der SS100 mit OHV-680-Motor.[10][11]

## Weltrekord

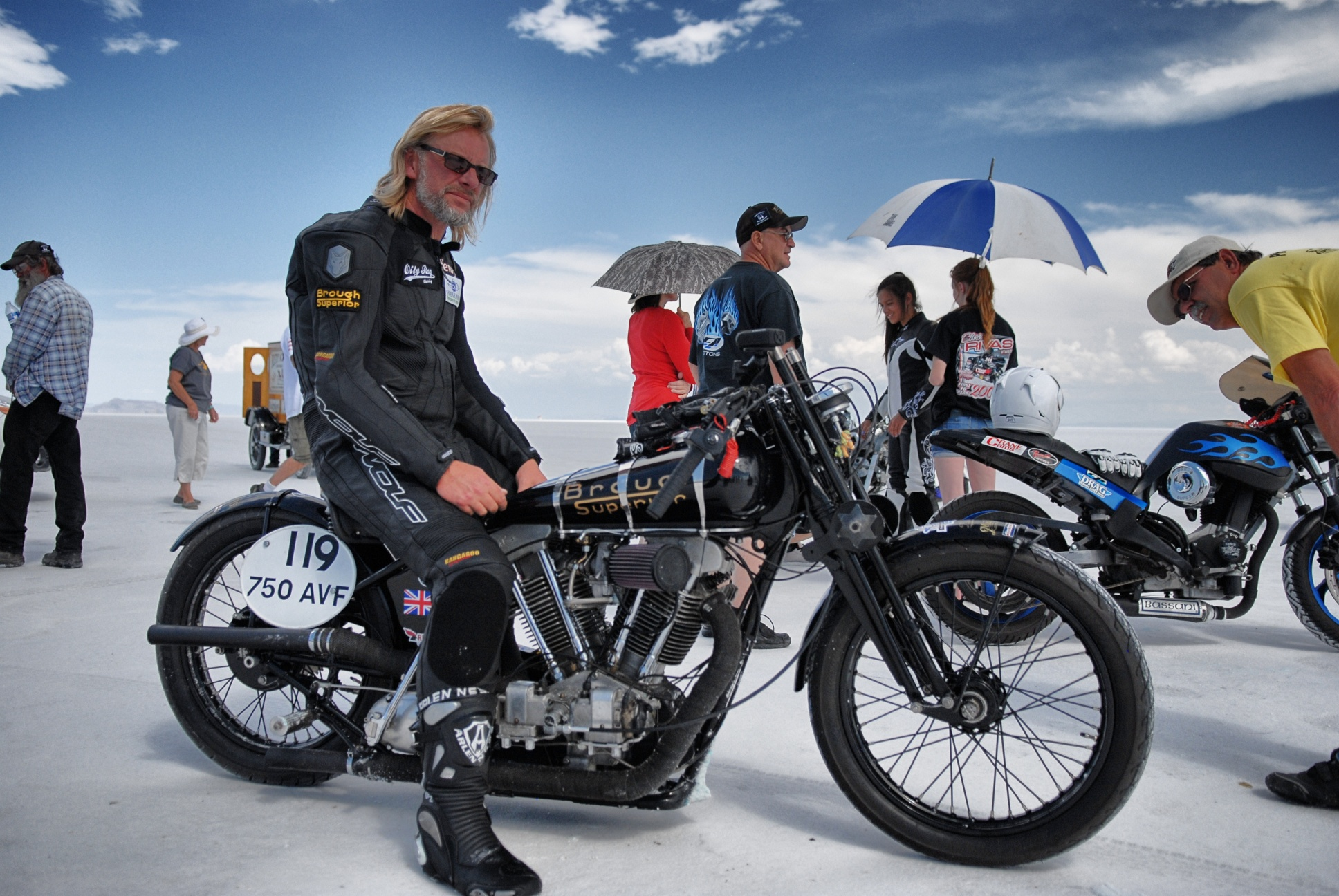
Henry Cole auf der Brough Superior SS100, mit der er auf den Bonneville Salt Flats den Rekord holte (2013)

Der englische Fernsehmoderator, Produzent und Regisseur Henry Cole (* 16. Februar 1965) stellte mit einer modifizierten Brough Superior SS100 Pendine auf den Bonneville Salt Flats einen Geschwindigkeitsweltrekord (160,58 km/h / 99,780 mph) für Motorräder mit 750 cm³ auf, die vor 1955 gebaut wurden.

## Neuauflage
siehe auch: S.S. 100 (ab 2016)

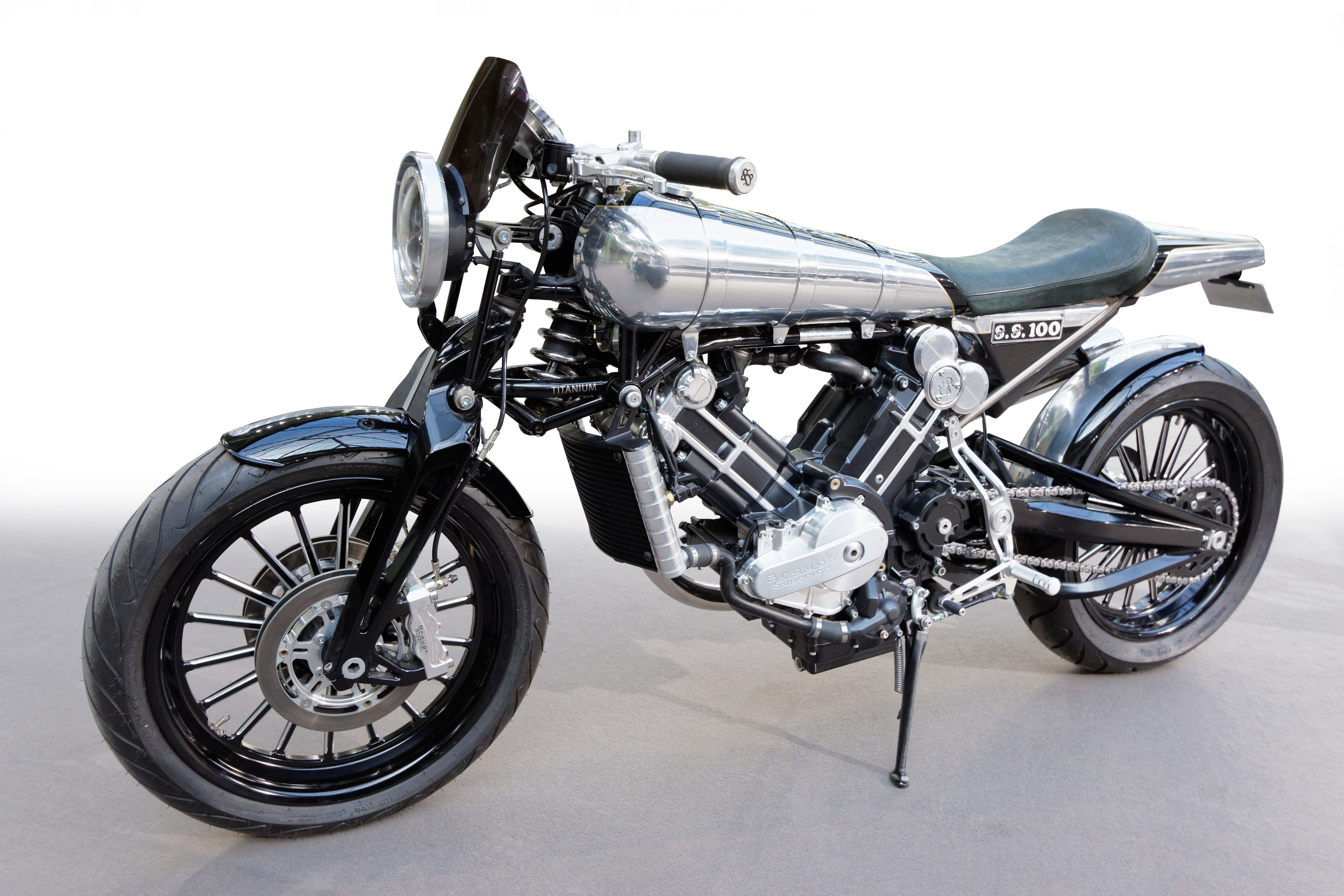
2015er Brough Superior SS100

Anlässlich des 90-jährigen Geburtstags des berühmten Ur-Modells stellte Brough Superior im Jahr 2013 erste Pläne für den Bau einer Neuauflage der SS100 vor. Die ersten neuen Maschinen wurden 2015 ausgeliefert und jeweils auf Bestellung gefertigt.
Die neue SS100 verfügt über einen DOHC-88°-V-Twin-Motor mit 997 cm³ (60,8 cui), der gemeinsam mit der französischen Firma Akira Engineering aus Bayonne entwickelt und gebaut wurde und 120 PS (89 kW) leistet. Die neue SS100 wird in Toulouse, Frankreich, von Hand gefertigt. Der Rahmen ist ein Mix aus Magnesium-, Titan- und Aluminiumteilen mit Carbonrädern und einer Doppelquerlenker-Vordergabel. Die Bremsen stammen von Behringer aus der Flugzeugtechnik, es sind die ersten Vierscheiben-Vorderradbremsen im Motorradsport.

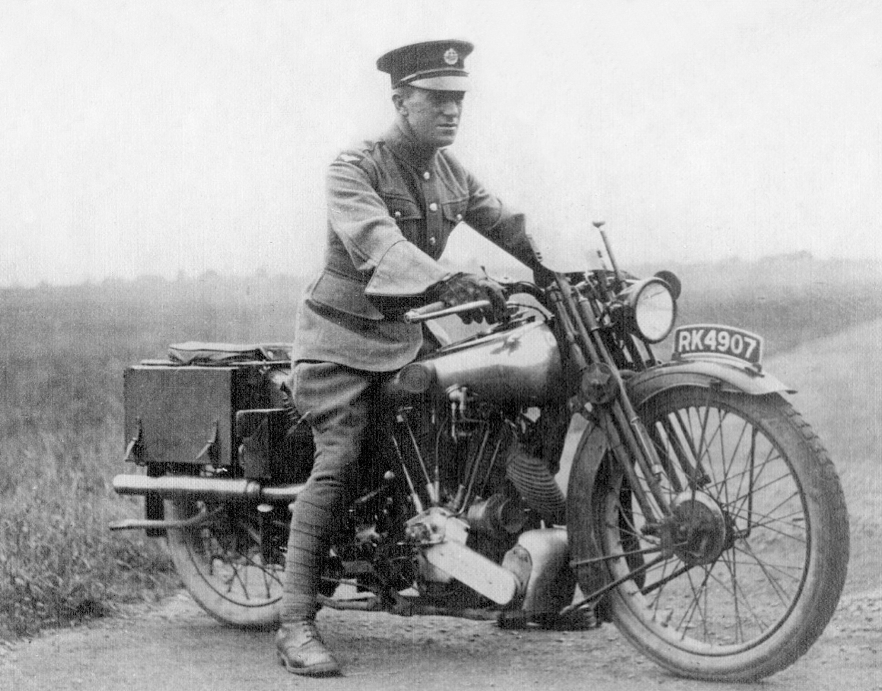
AGS von 1925. Motorrad („George V“) von/mit T. E. Lawrence
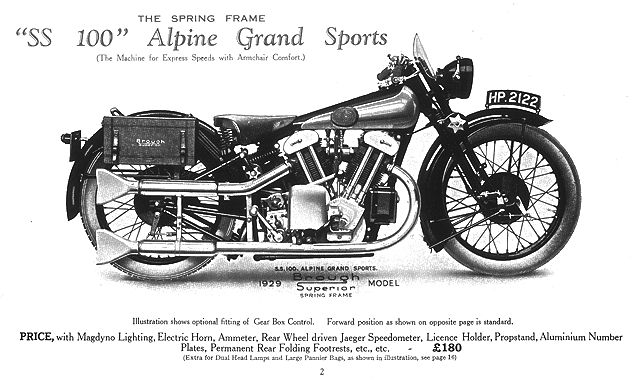
AGS von 1929
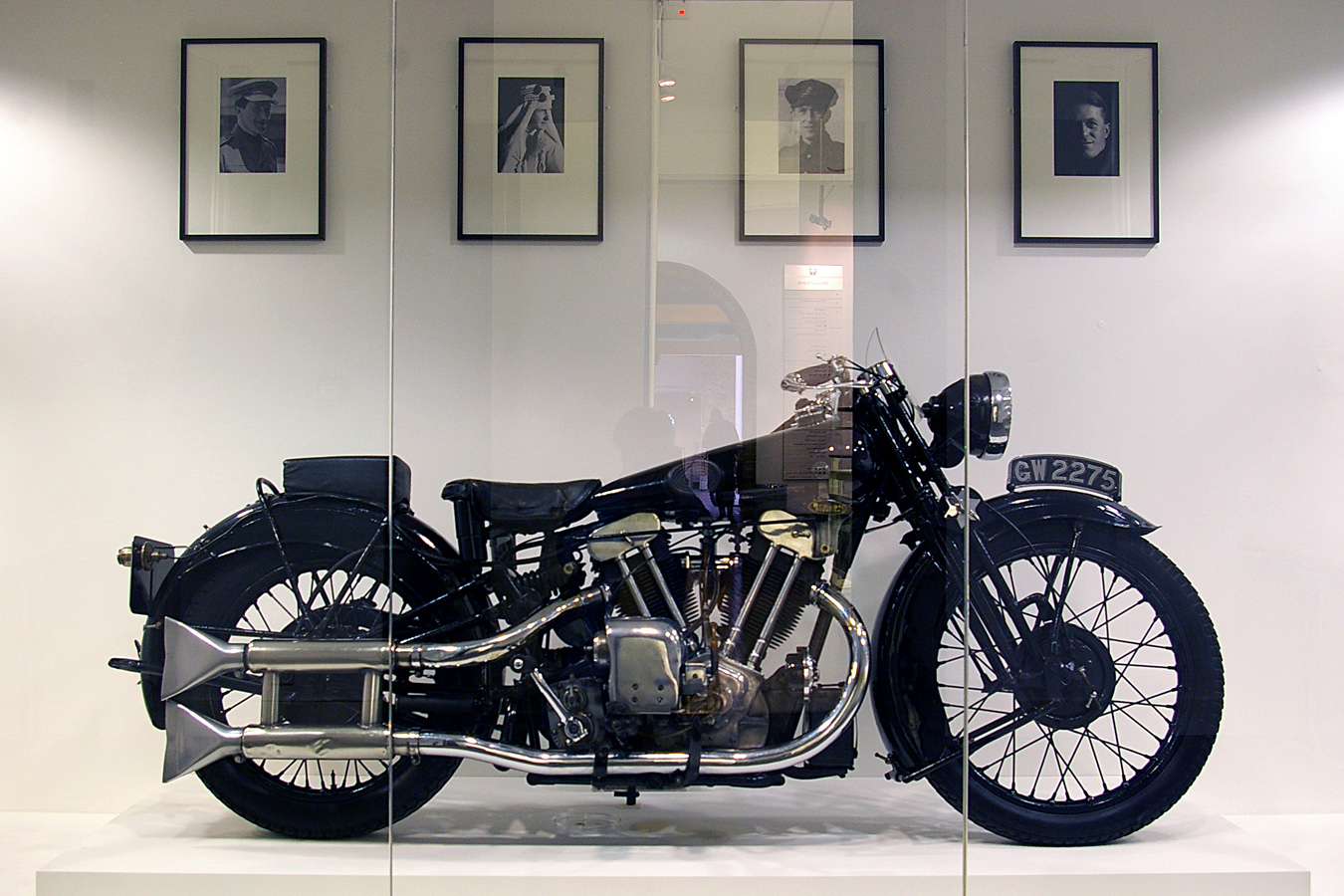
Brough Superior SS 100 (1932). Die restaurierte Brough Superior, mit der T. E. Lawrence 1935 verunglückte
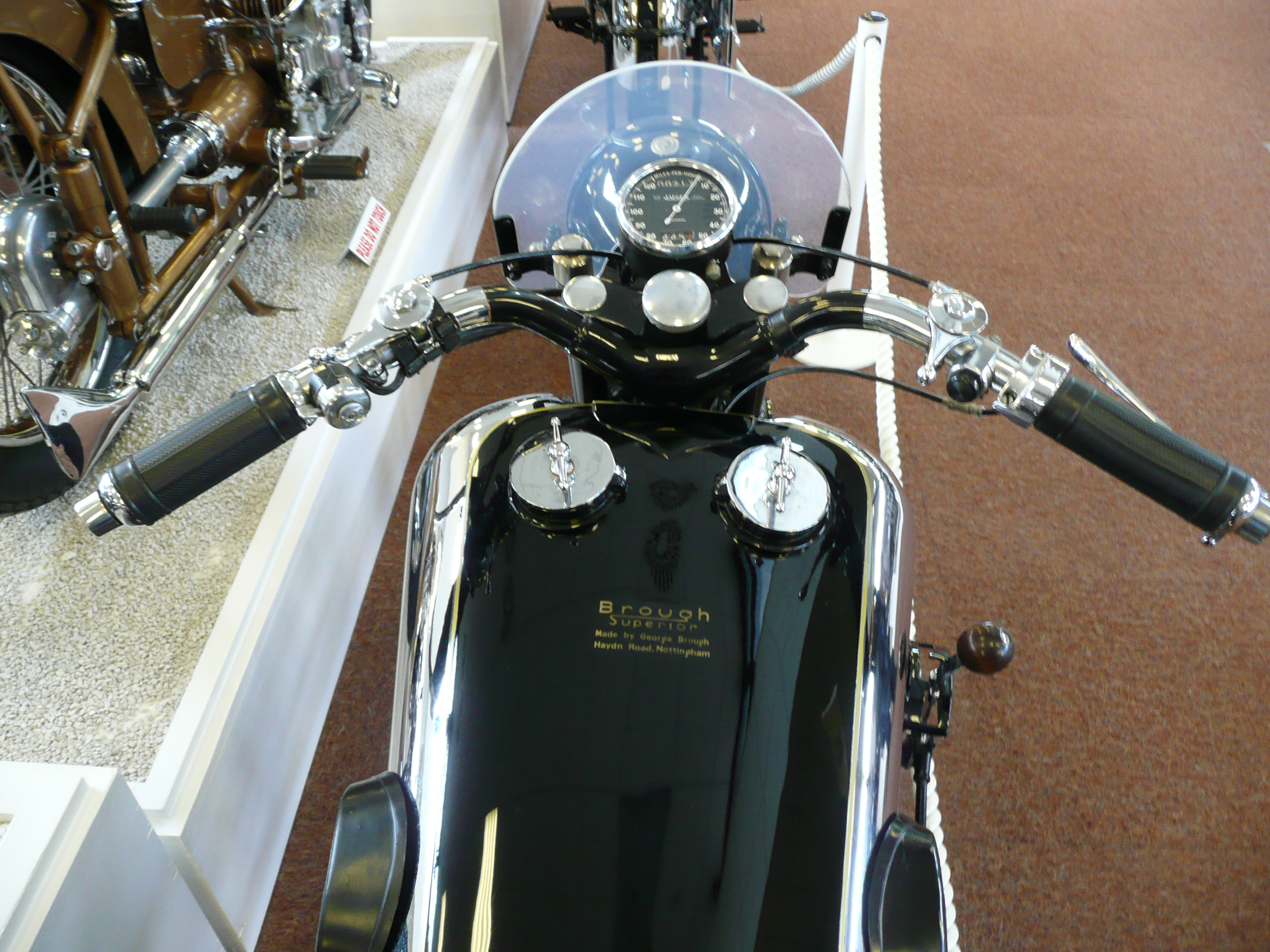
Bedienungselemente